# Fort-Mardyck
Fort-Mardyck (en neerlandés Fort-Mardijk), también conocida en español como Mardyck, Mardick o Mardik, es una población y comuna francesa, en la región de Norte-Paso de Calais, departamento de Norte, en el distrito de Dunkerque y cantón de Grande-Synthe.
Pertenecía a los Países Bajos españoles y fue fortificada por el rey de España en 1622, para proteger el paso de sus flotas al oeste de Dunkerque, pero fue conquistado por los franceses el 25 de agosto de 1646. Recuperada por los españoles en 1652, fue de nuevo tomada por los franceses en 1657, quienes la cedieron a la Mancomunidad de Inglaterra, según lo establecido en el Tratado de París, hasta su paso definitivo al Reino de Francia en 1662. Repartida a finales del siglo XVIII entre Grande-Synthe y Petite-Synthe (esta última forma actualmente parte de Dunkerque), fue reinstaurada en 1867.

## Demografía
| 332                       | ... | ... | ... | ... | ... | ... | ... | ... | ... | ... | ... | 1 070 | 1 225 | 1 375 | 1 481 | 1 607 | 1 672 | 1 678 | 1 785 | 1 879 | 1 964 | 1 967 | 1 977 | 1 882 | 1 577 | 2 501 | 3 124 | 3 666 | 4 802 | 4 229 | 4 074 | 3 770 | 3 626 | 3 568 |
| (Fuente: Cassini e INSEE) |     |     |     |     |     |     |     |     |     |     |     |       |       |       |       |       |       |       |       |       |       |       |       |       |       |       |       |       |       |       |       |       |       |       |